# دراگومانی
دراگومانی (به بلغاری: Dragomani) یک منطقهٔ مسکونی در بلغارستان است که در شهرستان گابروو واقع شده‌است.